# 1 000 kilomètres de Spa 2010
Navigation
Édition précédente Édition suivante
Les 1 000 kilomètres de Spa 2010 sont la 30e édition de l'épreuve et se déroulent le 9 mai 2010. La victoire est remportée par la Peugeot no 3 pilotée par Pedro Lamy, Sébastien Bourdais et Simon Pagenaud.

## Circuit

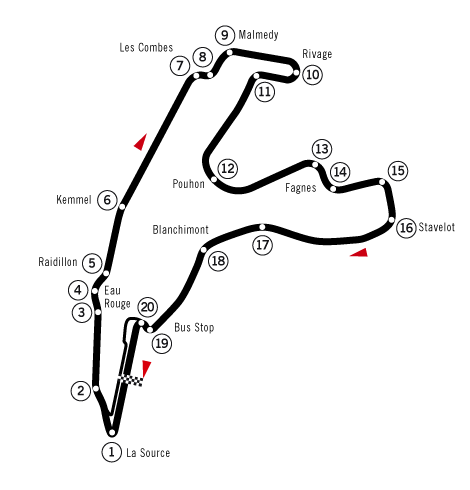
Le Circuit de Spa-Francorchamps, cadre des 1000 kilomètres de Spa 2010.

Les 1 000 kilomètres de Spa 2010 se déroulent sur le Circuit de Spa-Francorchamps en Belgique, surnommé Le toboggan des Ardennes, en raison de son important dénivelé et de la présence de nombreuses courbes rapides. Certains de ses virages sont célèbres, comme l'Eau Rouge, Pouhon ou encore Blanchimont. Il est également caractérisé par de longues pleines charges, dues au fait que le tracé mesure plus de 7 km. Ce circuit est célèbre car il accueille la Formule 1 et qu'il est très ancré dans la compétition automobile.

## Qualifications
Voici le classement officiel au terme des qualifications. Les premiers de chaque catégorie sont signalés par un fond jauni.
| Position | Catégorie | Équipe                          | Pilote                   | Temps          | Grille |
| -------- | --------- | ------------------------------- | ------------------------ | -------------- | ------ |
| 1        | LMP1      | No. 3 Team Peugeot Total        | Sébastien Bourdais       | 1 min 57 s 884 | 1      |
| 2        | LMP1      | No. 9 Audi Sport North America  | Timo Bernhard            | 1 min 58 s 519 | 2      |
| 3        | LMP1      | No. 2 Team Peugeot Total        | Stéphane Sarrazin        | 1 min 59 s 421 | 3      |
| 4        | LMP1      | No. 4 Team Oreca Matmut         | Nicolas Lapierre         | 1 min 59 s 623 | 4      |
| 5        | LMP1      | No. 8 Audi Sport Team Joest     | André Lotterer           | 1 min 59 s 707 | 5      |
| 6        | LMP1      | No. 7 Audi Sport Team Joest     | Tom Kristensen           | 1 min 59 s 795 | 6      |
| 7        | LMP1      | No. 1 Team Peugeot Total        | Alexander Wurz           | 1 min 59 s 989 | 7      |
| 8        | LMP1      | No. 008 Signature-Plus          | Franck Mailleux          | 2 min 02 s 413 | 8      |
| 9        | LMP1      | No. 12 Rebellion Racing         | Nicolas Prost            | 2 min 02 s 845 | 9      |
| 10       | LMP2      | No. 42 Strakka Racing           | Danny Watts              | 2 min 03 s 135 | 10     |
| 11       | LMP1      | No. 13 Rebellion Racing         | Jean-Christophe Boullion | 2 min 03 s 143 | 11     |
| 12       | LMP2      | No. 25 RML                      | Thomas Erdos             | 2 min 05 s 681 | 12     |
| 13       | LMP2      | No. 24 OAK Racing               | Matthieu Lahaye          | 2 min 07 s 159 | 13     |
| 14       | LMP2      | No. 40 Quifel ASM Team          | Olivier Pla              | 2 min 07 s 342 | 14     |
| 15       | LMP2      | No. 29 Racing Box               | Filippo Francioni        | 2 min 08 s 309 | 15     |
| 16       | LMP2      | No. 30 Racing Box               | Giacomo Piccini          | 2 min 08 s 398 | 16     |
| 17       | LMP2      | No. 35 OAK Racing               | Guillaume Moreau         | 2 min 09 s 104 | 17     |
| 18       | LMP2      | No. 39 KSM                      | Jonathan Kennard (en)    | 2 min 09 s 795 | 18     |
| 19       | FLM       | No. 48 Hope Polevision Racing   | Nico Verdonck (en)       | 2 min 13 s 743 | 19     |
| 20       | LMP2      | No. 27 Race Performance         | Ralph Meichtry           | 2 min 13 s 912 | 20     |
| 21       | FLM       | No. 45 Boutsen Energy Racing    | Nicolas de Crem          | 2 min 14 s 278 | 21     |
| 22       | FLM       | No. 49 Applewood Seven          | David Zollinger          | 2 min 14 s 284 | 22     |
| 23       | FLM       | No. 47 Hope Polevision Racing   | Wolfgang Kaufmann        | 2 min 15 s 611 | 23     |
| 24       | LMP2      | No. 36 Pegasus Racing           | Julien Schell            | 2 min 16 s 832 | 24     |
| 25       | GT1       | No. 70 Marc VDS Racing Team     | Bas Leinders             | 2 min 17 s 316 | 25     |
| 26       | FLM       | No. 43 DAMS                     | Gary Chalandon           | 2 min 17 s 345 | 25     |
| 27       | GT1       | No. 60 Matech Competition       | Thomas Mutsch (en)       | 2 min 18 s 730 | 27     |
| 28       | GT1       | No. 72 Luc Alphand Aventures    | Julien Jousse            | 2 min 19 s 377 | 28     |
| 29       | GT1       | No. 52 Young Driver AMR         | Christoffer Nygaard      | 2 min 19 s 595 | 29     |
| 30       | GT2       | No. 96 AF Corse                 | Jaime Melo               | 2 min 20 s 336 | 30     |
| 31       | GT2       | No. 77 Team Felbermayr-Proton   | Marc Lieb                | 2 min 20 s 416 | 31     |
| 32       | GT2       | No. 91 CRS Racing               | Andrew Kirkaldy          | 2 min 20 s 811 | 32     |
| 33       | GT2       | No. 94 AF Corse                 | Matías Russo             | 2 min 20 s 941 | 33     |
| 34       | GT2       | No. 90 CRS Racing               | Pierre Kaffer            | 2 min 21 s 095 | 34     |
| 35       | GT1       | No. 66 Atlas FX-Team Full Speed | Carlo van Dam            | 2 min 21 s 110 | 35     |
| 36       | GT2       | No. 88 Team Felbermayr-Proton   | Patrick Long             | 2 min 21 s 173 | 36     |
| 37       | GT2       | No. 78 BMW Team Schnitzer       | Dirk Werner              | 2 min 21 s 257 | 37     |
| 38       | GT2       | No. 76 IMSA Performance Matmut  | Patrick Pilet            | 2 min 21 s 328 | 38     |
| 39       | GT2       | No. 75 Prospeed Competition     | Marco Holzer             | 2 min 21 s 403 | 39     |
| 40       | GT2       | No. 92 JMW Motorsport           | Darren Turner            | 2 min 21 s 420 | 40     |
| 41       | GT1       | No. 61 Matech Competition       | Rahel Frey               | 2 min 21 s 422 | 41     |
| 42       | GT2       | No. 79 BMW Team Schnitzer       | Dirk Müller              | 2 min 21 s 509 | 42     |
| 43       | GT2       | No. 85 Spyker Squadron          | Tom Coronel              | 2 min 21 s 564 | 43     |
| 44       | GT2       | No .95 AF Corse                 | Giancarlo Fisichella     | 2 min 21 s 750 | 44     |
| 45       | GT2       | No. 89 Hankook Team Farnbacher  | Allan Simonsen           | 2 min 21 s 752 | 45     |
| 46       | GT1       | No. 50 Larbre Compétition       | Patrice Goueslard        | 2 min 21 s 918 | 46     |
| 47       | FLM       | No. 46 JMB Racing               | Peter Kutemann (de)      | 2 min 24 s 505 | 47     |
| 48       | GT2       | No. 98 Prospeed Competition     | Paul van Splunteren      | 2 min 25 s 468 | 48     |
| 49       | GT2       | No. 93 JWA Racing               | Niki Lanik               | 2 min 25 s 607 | 49     |
| -        | LMP2      | No. 41 Team Bruichladdich       | Thor-Christian Ebbesvik  | Pas de temps   | 50     |

## La course

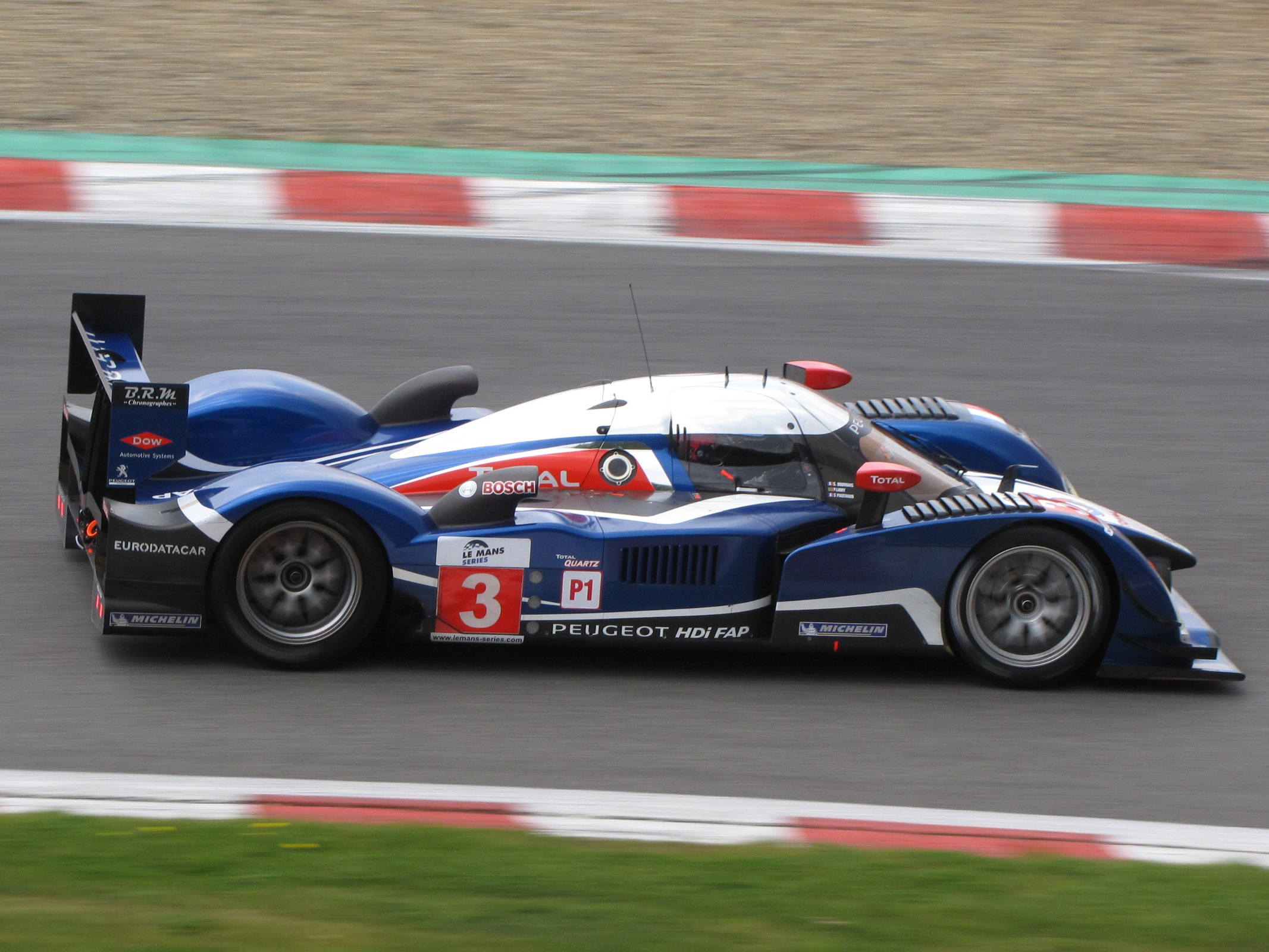
La Peugeot no 3 gagnante de l'épreuve.

## Résultats
Voici le classement officiel au terme de la course.
- Les vainqueurs de chaque catégorie sont signalés par un fond jauni.
- Pour la colonne Pneus, il faut passer le curseur au-dessus du modèle pour connaître le manufacturier de pneumatiques.

| Pos    | Cat  | n°  | Équipe                   | Pilotes                                                     | Châssis                              | Pneus | Tours |
| Pos    | Cat  | n°  | Équipe                   | Pilotes                                                     | Moteur                               | Pneus | Tours |
| ------ | ---- | --- | ------------------------ | ----------------------------------------------------------- | ------------------------------------ | ----- | ----- |
| 1      | LMP1 | 3   | Team Peugeot Total       | Pedro Lamy Sébastien Bourdais Simon Pagenaud                | Peugeot 908 HDi FAP                  | M     | 139   |
| 1      | LMP1 | 3   | Team Peugeot Total       | Pedro Lamy Sébastien Bourdais Simon Pagenaud                | Peugeot HDi 5.5 L Turbo V12 (Diesel) | M     | 139   |
| 2      | LMP1 | 2   | Team Peugeot Total       | Franck Montagny Stéphane Sarrazin                           | Peugeot 908 HDi FAP                  | M     | 139   |
| 2      | LMP1 | 2   | Team Peugeot Total       | Franck Montagny Stéphane Sarrazin                           | Peugeot HDi 5.5 L Turbo V12 (Diesel) | M     | 139   |
| 3      | LMP1 | 7   | Audi Sport Team Joest    | Allan McNish Rinaldo Capello Tom Kristensen                 | Audi R15+ TDI                        | M     | 139   |
| 3      | LMP1 | 7   | Audi Sport Team Joest    | Allan McNish Rinaldo Capello Tom Kristensen                 | Audi TDI 5.5 L Turbo V10 (Diesel)    | M     | 139   |
| 4      | LMP1 | 1   | Team Peugeot Total       | Marc Gené Alexander Wurz Anthony Davidson                   | Peugeot 908 HDi FAP                  | M     | 138   |
| 4      | LMP1 | 1   | Team Peugeot Total       | Marc Gené Alexander Wurz Anthony Davidson                   | Peugeot HDi 5.5 L Turbo V12 (Diesel) | M     | 138   |
| 5      | LMP1 | 9   | Audi Sport North America | Timo Bernhard Mike Rockenfeller Romain Dumas                | Audi R15+ TDI                        | M     | 137   |
| 5      | LMP1 | 9   | Audi Sport North America | Timo Bernhard Mike Rockenfeller Romain Dumas                | Audi TDI 5.5 L Turbo V10 (Diesel)    | M     | 137   |
| 6      | LMP2 | 40  | Quifel ASM Team          | Miguel Amaral Olivier Pla                                   | Ginetta-Zytek GZ09SB/2               | D     | 130   |
| 6      | LMP2 | 40  | Quifel ASM Team          | Miguel Amaral Olivier Pla                                   | Zytek ZG348 3.4 L V8                 | D     | 130   |
| 7      | LMP2 | 25  | RML                      | Mike Newton Thomas Erdos Andy Wallace                       | Lola B08/80                          | D     | 130   |
| 7      | LMP2 | 25  | RML                      | Mike Newton Thomas Erdos Andy Wallace                       | HPD AL7R 3.4 V8                      | D     | 130   |
| 8      | LMP2 | 35  | OAK Racing               | Guillaume Moreau Richard Hein                               | Pescarolo 01                         | D     | 129   |
| 8      | LMP2 | 35  | OAK Racing               | Guillaume Moreau Richard Hein                               | Judd DB 3.4 L V8                     | D     | 129   |
| 9      | LMP2 | 24  | OAK Racing               | Jacques Nicolet Matthieu Lahaye                             | Pescarolo 01                         | D     | 128   |
| 9      | LMP2 | 24  | OAK Racing               | Jacques Nicolet Matthieu Lahaye                             | Judd DB 3.4 L V8                     | D     | 128   |
| 10     | LMP2 | 30  | Racing Box               | Andrea Piccini Giacomo Piccini Ferdinando Geri              | Lola B09/80                          | P     | 128   |
| 10     | LMP2 | 30  | Racing Box               | Andrea Piccini Giacomo Piccini Ferdinando Geri              | Judd DB 3.4 L V8                     | P     | 128   |
| 11     | LMP1 | 13  | Rebellion Racing         | Andrea Belicchi Jean-Christophe Boullion                    | Lola B10/60                          | M     | 127   |
| 11     | LMP1 | 13  | Rebellion Racing         | Andrea Belicchi Jean-Christophe Boullion                    | Rebellion (Judd) 5.5 L V10           | M     | 127   |
| 12     | LMP1 | 8   | Audi Sport Team Joest    | Marcel Fässler André Lotterer Benoît Tréluyer               | Audi R15+ TDI                        | M     | 126   |
| 12     | LMP1 | 8   | Audi Sport Team Joest    | Marcel Fässler André Lotterer Benoît Tréluyer               | Audi TDI 5.5 L Turbo V10 (Diesel)    | M     | 126   |
| 13     | LMP1 | 008 | Signature-Plus           | Pierre Ragues Franck Mailleux Vanina Ickx                   | Lola-Aston Martin B09/60             | D     | 125   |
| 13     | LMP1 | 008 | Signature-Plus           | Pierre Ragues Franck Mailleux Vanina Ickx                   | Aston Martin 6.0 L V12               | D     | 125   |
| 14     | FLM  | 47  | Hope Polevision Racing   | Steve Zacchia Wolfgang Kaufmann Luca Moro                   | Oreca FLM09                          | M     | 124   |
| 14     | FLM  | 47  | Hope Polevision Racing   | Steve Zacchia Wolfgang Kaufmann Luca Moro                   | Corvette 6.2 L V8                    | M     | 124   |
| 15     | GT2  | 77  | Team Felbermayr-Proton   | Marc Lieb Richard Lietz                                     | Porsche 911 GT3 RSR (997)            | M     | 124   |
| 15     | GT2  | 77  | Team Felbermayr-Proton   | Marc Lieb Richard Lietz                                     | Porsche 4.0 L Flat-6                 | M     | 124   |
| 16     | LMP2 | 36  | Pegasus Racing           | Julien Schell Frédéric Da Rocha (de)                        | Courage LC75                         | D     | 123   |
| 16     | LMP2 | 36  | Pegasus Racing           | Julien Schell Frédéric Da Rocha (de)                        | AER P07 2.0 L Turbo I4               | D     | 123   |
| 17     | GT1  | 70  | Marc VDS Racing Team     | Eric de Doncker (en) Bas Leinders Markus Palttala           | Ford GT1                             | M     | 123   |
| 17     | GT1  | 70  | Marc VDS Racing Team     | Eric de Doncker (en) Bas Leinders Markus Palttala           | Ford 5.3 L V8                        | M     | 123   |
| 18     | FLM  | 45  | Boutsen Energy Racing    | Nicolas De Crem Dominik Kraihamer Bernard Delhez            | Oreca FLM09                          | M     | 123   |
| 18     | FLM  | 45  | Boutsen Energy Racing    | Nicolas De Crem Dominik Kraihamer Bernard Delhez            | Corvette 6.2 L V8                    | M     | 123   |
| 19     | GT2  | 96  | AF Corse                 | Gianmaria Bruni Jaime Melo                                  | Ferrari F430 GTC                     | M     | 123   |
| 19     | GT2  | 96  | AF Corse                 | Gianmaria Bruni Jaime Melo                                  | Ferrari 4.0 L V8                     | M     | 123   |
| 20     | GT2  | 95  | AF Corse                 | Giancarlo Fisichella Toni Vilander Jean Alesi               | Ferrari F430 GTC                     | M     | 123   |
| 20     | GT2  | 95  | AF Corse                 | Giancarlo Fisichella Toni Vilander Jean Alesi               | Ferrari 4.0 L V8                     | M     | 123   |
| 21     | GT2  | 79  | BMW Team Schnitzer       | Dirk Müller Andy Priaulx Augusto Farfus                     | BMW M3 GT2 (E92)                     | D     | 123   |
| 21     | GT2  | 79  | BMW Team Schnitzer       | Dirk Müller Andy Priaulx Augusto Farfus                     | BMW 4.0 L V8                         | D     | 123   |
| 22     | GT2  | 76  | IMSA Performance Matmut  | Patrick Pilet Raymond Narac                                 | Porsche 911 GT3 RSR (997)            | M     | 123   |
| 22     | GT2  | 76  | IMSA Performance Matmut  | Patrick Pilet Raymond Narac                                 | Porsche 4.0 L Flat-6                 | M     | 123   |
| 23     | GT1  | 60  | Matech Competition       | Thomas Mutsch (en) Jonathan Hirschi Mathias Beche           | Ford GT1                             | M     | 123   |
| 23     | GT1  | 60  | Matech Competition       | Thomas Mutsch (en) Jonathan Hirschi Mathias Beche           | Ford 5.3 L V8                        | M     | 123   |
| 24     | GT2  | 91  | CRS Racing               | Andrew Kirkaldy Tim Mullen (en)                             | Ferrari F430 GTC                     | M     | 122   |
| 24     | GT2  | 91  | CRS Racing               | Andrew Kirkaldy Tim Mullen (en)                             | Ferrari 4.0 L V8                     | M     | 122   |
| 25     | GT2  | 85  | Spyker Squadron          | Tom Coronel Peter Dumbreck                                  | Spyker C8 Laviolette GT2-R           | M     | 121   |
| 25     | GT2  | 85  | Spyker Squadron          | Tom Coronel Peter Dumbreck                                  | Audi 4.0 L V8                        | M     | 121   |
| 26     | GT2  | 88  | Team Felbermayr-Proton   | Christian Ried Martin Ragginger (de) Patrick Long           | Porsche 911 GT3 RSR (997)            | M     | 121   |
| 26     | GT2  | 88  | Team Felbermayr-Proton   | Christian Ried Martin Ragginger (de) Patrick Long           | Porsche 4.0 L Flat-6                 | M     | 121   |
| 27     | GT2  | 75  | Prospeed Competition     | Marco Holzer Richard Westbrook                              | Porsche 911 GT3 RSR (997)            | M     | 121   |
| 27     | GT2  | 75  | Prospeed Competition     | Marco Holzer Richard Westbrook                              | Porsche 4.0 L Flat-6                 | M     | 121   |
| 28     | GT1  | 61  | Matech Competition       | Cyndie Allemann Rahel Frey Yann Zimmer                      | Ford GT1                             | M     | 121   |
| 28     | GT1  | 61  | Matech Competition       | Cyndie Allemann Rahel Frey Yann Zimmer                      | Ford 5.3 L V8                        | M     | 121   |
| 29     | GT2  | 89  | Hankook Team Farnbacher  | Dominik Farnbacher Allan Simonsen                           | Ferrari F430 GTC                     | H     | 121   |
| 29     | GT2  | 89  | Hankook Team Farnbacher  | Dominik Farnbacher Allan Simonsen                           | Ferrari 4.0 L V8                     | H     | 121   |
| 30     | GT2  | 94  | AF Corse                 | Luís Pérez Companc Matías Russo                             | Ferrari F430 GTC                     | M     | 120   |
| 30     | GT2  | 94  | AF Corse                 | Luís Pérez Companc Matías Russo                             | Ferrari 4.0 L V8                     | M     | 120   |
| 31     | GT1  | 50  | Larbre Compétition       | Gabriele Gardel Patrice Goueslard Fernando Rees             | Saleen S7-R                          | M     | 120   |
| 31     | GT1  | 50  | Larbre Compétition       | Gabriele Gardel Patrice Goueslard Fernando Rees             | Ford 7.0 L V8                        | M     | 120   |
| 32     | GT1  | 72  | Luc Alphand Aventures    | Julien Jousse Stéphan Grégoire David Hart                   | Chevrolet Corvette C6.R              | D     | 120   |
| 32     | GT1  | 72  | Luc Alphand Aventures    | Julien Jousse Stéphan Grégoire David Hart                   | Corvette 7.0 L V8                    | D     | 120   |
| 33     | GT1  | 66  | Atlas FX-Team Full Speed | Julien Schroyen Carlo van Dam Adam Lacko (en)               | Saleen S7-R                          | M     | 120   |
| 33     | GT1  | 66  | Atlas FX-Team Full Speed | Julien Schroyen Carlo van Dam Adam Lacko (en)               | Ford 7.0 L V8                        | M     | 120   |
| 34     | GT2  | 78  | BMW Team Schnitzer       | Jörg Müller Dirk Werner Uwe Alzen                           | BMW M3 GT2 (E92)                     | D     | 120   |
| 34     | GT2  | 78  | BMW Team Schnitzer       | Jörg Müller Dirk Werner Uwe Alzen                           | BMW 4.0 L V8                         | D     | 120   |
| 35     | GT2  | 98  | Prospeed Competition     | Paul Von Splunteren Niek Hommerson (pl) Louis Machiels (pl) | Porsche 911 GT3 RSR (997)            | M     | 119   |
| 35     | GT2  | 98  | Prospeed Competition     | Paul Von Splunteren Niek Hommerson (pl) Louis Machiels (pl) | Porsche 4.0 L Flat-6                 | M     | 119   |
| 36     | FLM  | 46  | JMB Racing               | Peter Kutemann (de) Maurice Basso John Hartshorne           | Oreca FLM09                          | M     | 117   |
| 36     | FLM  | 46  | JMB Racing               | Peter Kutemann (de) Maurice Basso John Hartshorne           | Corvette 6.2 L V8                    | M     | 117   |
| 37     | GT2  | 93  | JWA Racing               | Paul Daniels Oskar Slingerland Niki Lanik                   | Porsche 911 GT3 RSR (997)            | D     | 116   |
| 37     | GT2  | 93  | JWA Racing               | Paul Daniels Oskar Slingerland Niki Lanik                   | Porsche 4.0 L Flat-6                 | D     | 116   |
| 38     | GT2  | 90  | CRS Racing               | Phil Quaife Pierre Ehret Pierre Kaffer                      | Ferrari F430 GTC                     | M     | 105   |
| 38     | GT2  | 90  | CRS Racing               | Phil Quaife Pierre Ehret Pierre Kaffer                      | Ferrari 4.0 L V8                     | M     | 105   |
| 39     | LMP2 | 27  | Race Performance         | Michel Frey Ralph Meichtry Pierre Bruneau                   | Radical SR9                          | D     | 103   |
| 39     | LMP2 | 27  | Race Performance         | Michel Frey Ralph Meichtry Pierre Bruneau                   | Judd DB 3.4 L V8                     | D     | 103   |
| 40 NC  | GT2  | 92  | JMW Motorsport           | Rob Bell Darren Turner                                      | Aston Martin V8 Vantage GT2          | D     | 86    |
| 40 NC  | GT2  | 92  | JMW Motorsport           | Rob Bell Darren Turner                                      | Aston Martin 4.5 L V8                | D     | 86    |
| 41 Abd | GT1  | 52  | Young Driver AMR         | Christoffer Nygaard Tomáš Enge Stefan Mücke                 | Aston Martin DBR9                    | M     | 82    |
| 41 Abd | GT1  | 52  | Young Driver AMR         | Christoffer Nygaard Tomáš Enge Stefan Mücke                 | Aston Martin 6.0 L V12               | M     | 82    |
| 42 Abd | LMP2 | 39  | KSM                      | Jean de Pourtales (en) Hideki Noda Jonathan Kennard (en)    | Lola B08/47                          | D     | 77    |
| 42 Abd | LMP2 | 39  | KSM                      | Jean de Pourtales (en) Hideki Noda Jonathan Kennard (en)    | Judd DB 3.4 L V8                     | D     | 77    |
| 43 Abd | LMP2 | 42  | Strakka Racing           | Danny Watts Nick Leventis Jonny Kane                        | HPD ARX-01C                          | M     | 69    |
| 43 Abd | LMP2 | 42  | Strakka Racing           | Danny Watts Nick Leventis Jonny Kane                        | HPD AL7R 3.4 L V8                    | M     | 69    |
| 44 Abd | FLM  | 49  | Applewood Seven          | Damien Toulemonde David Zollinger Ross Zampatti             | Oreca FLM09                          | M     | 67    |
| 44 Abd | FLM  | 49  | Applewood Seven          | Damien Toulemonde David Zollinger Ross Zampatti             | Corvette 6.2 L V8                    | M     | 67    |
| 45 Abd | LMP1 | 12  | Rebellion Racing         | Neel Jani Nicolas Prost                                     | Lola B10/60                          | M     | 65    |
| 45 Abd | LMP1 | 12  | Rebellion Racing         | Neel Jani Nicolas Prost                                     | Rebellion (Judd) 5.5 L V10           | M     | 65    |
| 46 Abd | FLM  | 48  | Hope Polevision Racing   | Nico Verdonck (en) Christophe Pillon                        | Oreca FLM09                          | M     | 30    |
| 46 Abd | FLM  | 48  | Hope Polevision Racing   | Nico Verdonck (en) Christophe Pillon                        | Corvette 6.2 L V8                    | M     | 30    |
| 47 Abd | FLM  | 43  | DAMS                     | Alessandro Cicognani Andrea Barlesi Gary Chalandon          | Oreca FLM09                          | M     | 23    |
| 47 Abd | FLM  | 43  | DAMS                     | Alessandro Cicognani Andrea Barlesi Gary Chalandon          | Corvette 6.2 L V8                    | M     | 23    |
| 48 Abd | LMP2 | 41  | Team Bruichladdich       | Thor-Christian Ebbesvik Tim Greaves Karim Ojjeh             | Ginetta-Zytek GZ09SB/2               | D     | 15    |
| 48 Abd | LMP2 | 41  | Team Bruichladdich       | Thor-Christian Ebbesvik Tim Greaves Karim Ojjeh             | Zytek ZG348 3.4 L V8                 | D     | 15    |
| 49 Abd | LMP1 | 4   | Team Oreca Matmut        | Olivier Panis Nicolas Lapierre Loïc Duval                   | Peugeot 908 HDi FAP                  | M     | 4     |
| 49 Abd | LMP1 | 4   | Team Oreca Matmut        | Olivier Panis Nicolas Lapierre Loïc Duval                   | Peugeot HDi 5.5 L Turbo V12 (Diesel) | M     | 4     |
| 50 Abd | LMP2 | 29  | Racing Box               | Luca Pirri (de) Marco Cioci Piergiuseppe Perazzini          | Lola B09/80                          | D     | 0     |
| 50 Abd | LMP2 | 29  | Racing Box               | Luca Pirri (de) Marco Cioci Piergiuseppe Perazzini          | Judd DB 3.4 L V8                     | D     | 0     |